# Giv'at Ša'al
Giv'at Ša'al (hebrejsky: גבעת שעל) je pahorek o nadmořské výšce 210 metrů v severním Izraeli, v Horní Galileji.
Je situován na západním okraji vesnice Neve Ziv a 2 kilometry jižně od obce Avdon. Má podobu plochého zalesněného návrší, které je na severní straně ohraničeno údolím vádí Nachal Ša'al. Na jižní straně je to mělké údolí vádí Nachal Gula, na jehož protější straně se zvedá pahorek Giv'at ha-Mešurjan.